# 沃斯基什鎮區 (明尼蘇達州貝爾特拉米縣)
沃斯基什鎮區（英語：Waskish Township）是位於美國明尼蘇達州貝爾特拉米縣的一個行政鎮區。

## 地方資料
沃斯基什鎮區的面積為186.50平方千米，當中陸地面積為168.40平方千米，而水域面積為18.10平方千米。根據2020年美國人口普查的數據，當地共有人口95人，而人口密度為每平方千米0.51人。